# Tempio bahai

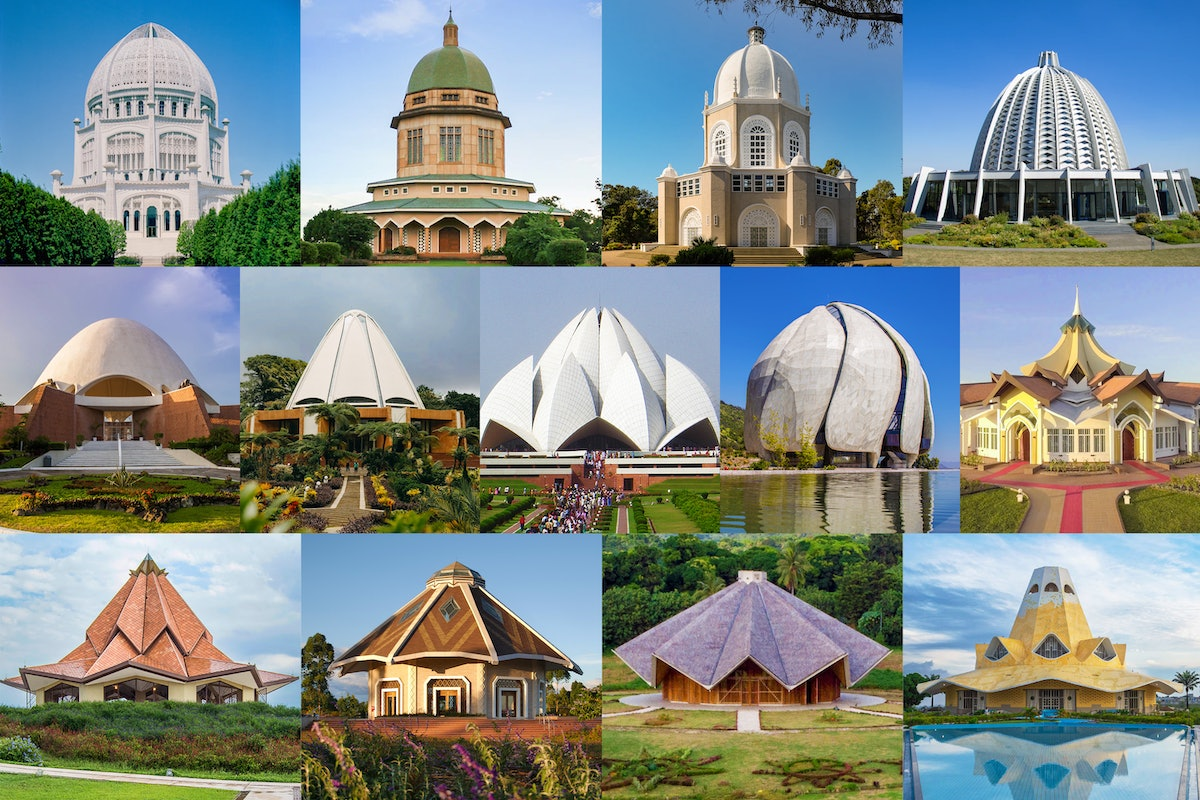
Case di Culto bahá'í nel mondo

Il tempio bahá’í è indicato specificamente anche col nome arabo di Mashriqu'l-Adhkár (in arabo مشرق اﻻذكار‎?), che significa "Alba del ricordo di Dio", o casa d'Adorazione, com'è altresì definito dagli Scritti bahá’í. È l'edificio dedicato, secondo le indicazioni di Bahá'u'lláh, il fondatore della fede bahá’í, all'elevazione di lodi a Dio, alla meditazione e alla preghiera, sia in forma comunitaria che individuale. Tutti i templi bahá'í  hanno una forma regolare a nove lati e nove porte, ciò come invito a qualsiasi Fedele ad entrare per lodare il Dio unico, comune ad ogni storica Religione: esso simboleggia l'unità spirituale del genere umano. I Templi  sono circondati da nove sentieri che conducono a nove giardini. Gli scritti bahá'í prevedono che i Templi saranno, nel tempo, circondati  da una serie di dipendenze dedicate ad attività sociali, umanitarie, educative e scientifiche.
Nel jazz, c'è un tema attorno al quale i musicisti improvvisano per creare qualcosa di nuovo. Il riff musicale centrale è l'idea universale e l'improvvisazione attorno al tema conferisce colore e interesse al tema. Lo stesso vale per l'architettura. Il tema universale centrale di questi edifici è l'idea di unità nella diversità. Non importa le nostre diverse origini (i nove lati), siamo tutti sotto la stessa "cupola" della nostra comune umanità. Quel tema viene interpretato utilizzando espressioni culturali locali nei templi,  in Papua Nuova Guinea, Kenya, Cambogia, Cile, Panama, Germania, Australia, Colombia, Uganda, India, Stati Uniti, ecc. 
Al 2023 sono stati completati quattordici Templi bahá’í nel mondo. Nove sono i Templi 'madre', contando anche quello di Ashgabat - Turkmenistan, inaugurato nel 1908 e successivamente espropriato ai bahá'í dalle autorità di Governo dell'URSS e poi demolito nel 1963, essendo stato danneggiato durante la confisca da un forte terremoto e trascurato per quindici anni. Le otto case di culto continentali attualmente esistenti sono situate negli Stati Uniti, Uganda, Australia, Germania, Panama, Samoa, India; e nel 2016 è stato completato il nono tempio nel territorio di Santiago, in Cile; la prima Casa di Culto bahá'í nel continente sudamericano. Due delle case di culto continentali, il Tempio del Loto e il Tempio bahá’í di Santiago, hanno vinto diversi premi e riconoscimenti nel campo dell’architettura.
Delle altre cinque case di adorazione esistenti, quattro sono case di culto locali e una è una casa di culto nazionale. Attualmente sono in costruzione altre due case di adorazione, e le comunità nazionali bahá’í hanno già oltre 120 proprietà destinate a dei futuri Templi.

## Funzione

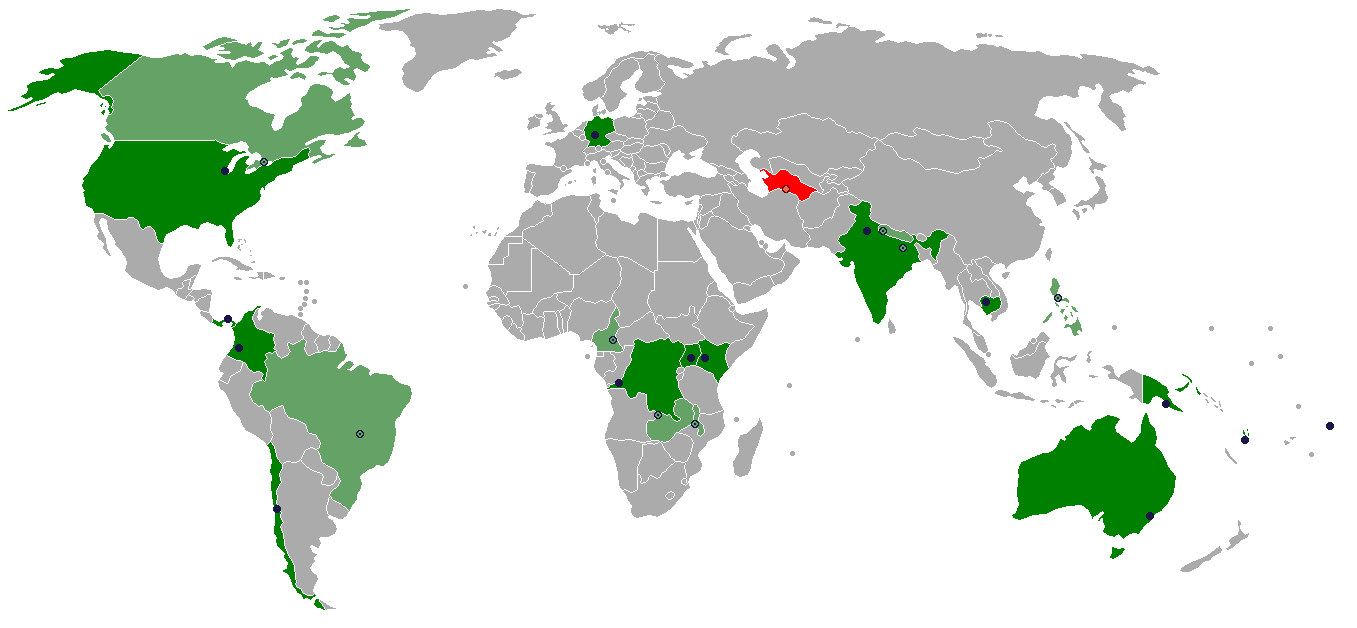
Dislocazione nel mondo dei templi bahai

I templi bahai  sono aperti a tutti, indipendentemente dal credo professato e senza distinzione di sesso, etnia o nazionalità: questo principio è ampiamente enfatizzato nelle scritture sacre bahá’í.
I templi, nei quali sono vietati sermoni o prediche di qualsiasi natura o fede, sono riservati alla preghiera, alla meditazione e alla lettura di testi sacri anche di altre fedi.
Le attività devozionali non seguono una particolare liturgia né sono dirette da operatori preposti allo scopo in quanto nella religione bahá’í non esistono né clero né liturgie.
Al di là dei templi, i bahá’í si incontrano per le attività devozionali o per altre attività comunitarie presso abitazioni private o presso locali apprestati per l'occasione.

## Caratteristiche
I dettagli istituzionali dei templi furono elaborati da Bahá'u'lláh e dal suo successore 'Abdu'l-Bahá.
Il tempio bahá'í è, oltre che centro spirituale della comunità bahá'í nella città dove è stato costruito, anche un luogo aperto a tutti, come espressione dello spirito umanitario e unitario della comunità stessa.
Secondo la prospettiva a lungo termine, insita negli Scritti bahá’í, in futuro quando le risorse umane lo consentiranno, il Tempio, o in questo caso più precisamente il Mashriqu'l-Adhkár, costituirà il centro principale di un insieme di istituzioni formate da:
un ospedale, un dispensario di cibo per i poveri, un ospizio per viaggiatori, una scuola per gli orfani, una struttura per infermi e disabili, un'università per studi avanzati e altri edifici filantropici, aperti a persone di ogni estrazione etnica e religiosa.
Sotto l'aspetto architettonico e funzionale i templi devono rispondere ad alcune norme particolari.
La loro struttura, dall'aspetto tondeggiante, deve avere nove lati con nove ingressi ed eventualmente una cupola, nove è il valore numerico del lemma Bahá' secondo la numerazione abjad. Un'altra interpretazione è che ogni porta rappresenti una Manifestazione di Dio in epoca storica: Abramo, Mosè, Krishna, Zoroastro, Buddha, Cristo, Muhammad, il Bab, Bahá'u'lláh, ognuna con i relativi simboli. Chi vi entra, crederà di essere così nel proprio tempio, indipendentemente dalla religione professata.
All'apice interno della cupola viene sempre riprodotto il simbolo del Più Grande Nome.
Nei templi, la cui costruzione è molto curata sotto tutti gli aspetti, sono vietati immagini ed effigi di qualsiasi natura, pulpiti e altari
Nei templi non sono ammessi gli strumenti musicali mentre sono permessi i canti corali, ciò perché l'anima dev'essere attratta e corroborata, in questi luoghi speciali, soprattutto dalla melodia e dal significato più profondo delle parole rivelate piuttosto che da suoni strumentali, musica che però viene considerata come un'arte importante che può elevare l'anima e lo spirito umano in varie altre occasioni.
Le panche o sedie sono orientate in direzione del mausoleo di Bahá'u'lláh, che si trova ad Acri in Israele, la Qiblih.
Non esiste uno stereotipo architettonico unico per tutti i templi in quanto ognuno d'essi, attraverso la scelta dei materiali, del disegno, della sua posizione, riflette le caratteristiche ambientali e culturali della comunità sociale a cui si riferisce.
La costruzione dei templi bahá'í e il loro mantenimento sono finanziati con i contributi volontari dei soli bahá'í e la loro gestione è affidata all'Assemblea Spirituale Nazionale del luogo; non sono ammesse contribuzioni da parte di non aderenti alla Fede bahá’í.
Il mausoleo del Báb e gli altri edifici del Centro Mondiale Bahá’í, anche se sono oggetto di pellegrinaggio, non sono dei templi.

## Templi bahá'í
I templi "principali" bahá’í o templi "madre" costruiti finora ammontano a otto, uno dei quali, quello di Aşgabat in Turkmenistan, fu completato nel 1919 ma successivamente espropriato ai baháʼí e infine demolito.  .

### Tempio baha'i - Aşgabat (Turkmenistan)

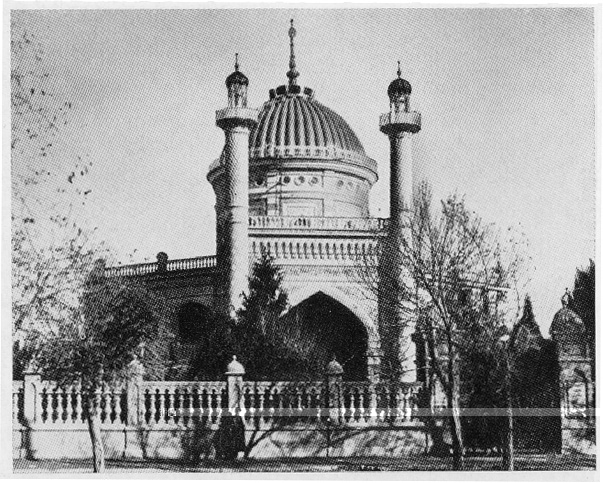
Tempio di Aşgabat

Il primo tempio bahá’í è stato costruito nella città di Aşgabat, allora sotto il governo della Russia e in seguito capitale del Turkmenistan.
La sua progettazione, a cura di Ostad Ali-Akbar Banna, iniziò nel 1902 e la sua costruzione, sotto la direzione di Vakílu'd-Dawlih un Apostolo di Bahá'u'lláh, fu completata nel 1908.
Nel 1928, durante il periodo sovietico, il tempio fu espropriato dalle autorità e poi affittato ai Bahá’í, e ciò fino al 1938 quando fu definitivamente secolarizzato e trasformato in una galleria d'arte.
Il 5 ottobre 1948 un devastante terremoto distrusse la città di Aşgabat e lo danneggiò gravemente, rendendolo insicuro e inagibile. La mancanza di manutenzione e la sua esposizione alle intemperie ne minò definitivamente la struttura portandolo, nel 1963 alla demolizione e alla trasformazione del suo sito in un parco pubblico.

### Tempio baha'i a Wilmette - Illinois (USA)

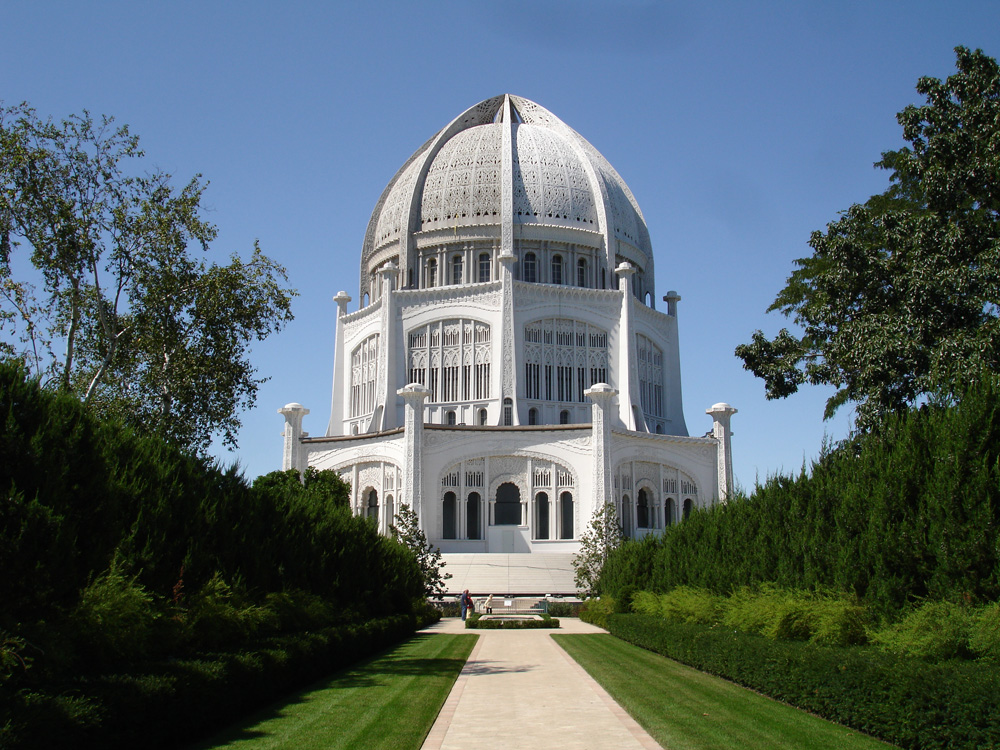
Tempio di Wilmette

La costruzione del tempio di Wilmette iniziò nel 1921 e fu completata nel 1953, con un grande ritardo sui tempi stabiliti a causa della Grande depressione prima e della II guerra mondiale dopo.
Questo, che è il più storico tempio bahá’í esistente ed è il Tempio Madre del Nord America, si trova a Wilmette, un villaggio situato a circa cinque chilometri a nord di Chicago, nella Contea di Cook nel nord-est dell'Illinois (USA), sulle rive del Lago Michigan, 42°04′27.88″N 87°41′05.89″W.
Il tempio fu disegnato dall'architetto Louis Bourgeois e realizzato in calcestruzzo e quarzo bianchi.
L'edificio, che è parte importante del panorama dell'area, ne è anche un punto di riferimento architettonico per la sua tipicità. Ha ricevuto diversi riconoscimenti e nel 1978 è stato iscritto nel National Register of Historic Places degli Stati Uniti d'America.
Il 30 aprile 2007 il tempio è stato nominato dall'Illinois Bureau of Tourism come una delle sette meraviglie dell'Illinois.

### Tempio baha'i a Kampala (Uganda)

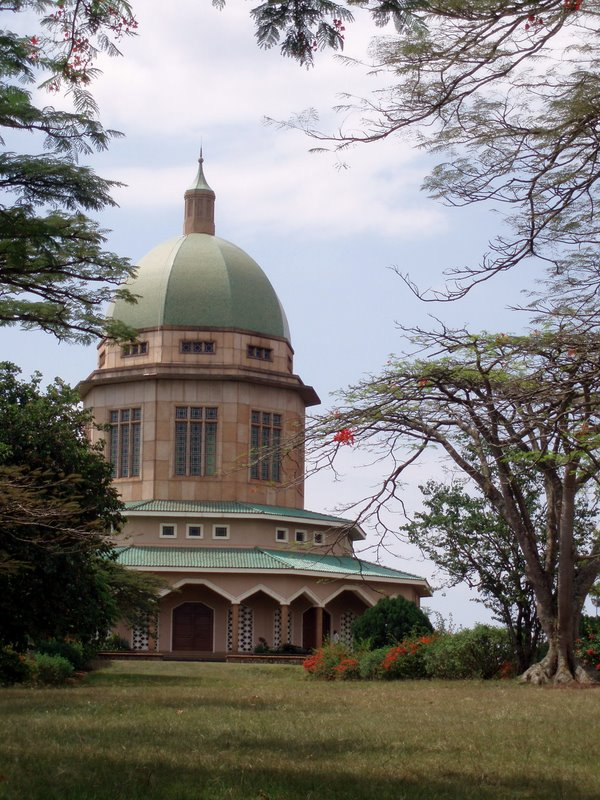
Tempio di Kampala

Il tempio di Kampala si trova sulla Kikaya Hill nelle immediate vicinanze di Kampala, in Uganda.
L'edificio è stato progettato da Charles Mason Remey, la sua prima pietra è stata posta nel gennaio del 1958 ed è stato inaugurato il 13 gennaio 1961.
Il tempio è alto oltre 39 metri e ha un diametro alla base superiore ai 50 metri, mentre quello della cupola è di 13 metri; le fondamenta sono profonde 3 metri a causa dell'instabilità del terreno dovuta ai frequenti terremoti.
Le piastrelle che ricoprono la cupola sono di colore verde e provengono dall'Italia, quelle del piano sottostante provengono dal Belgio.
Le pareti esterne sono in pietra squadrata ugandese, le vetrate colorate provengono dalla Germania e il legno usato per le porte è ugandese.
Il tempio è circondato da un ampio giardino che comprende una casa per gli ospiti e un centro amministrativo.

### Tempio baha'i a Sydney (Australia)

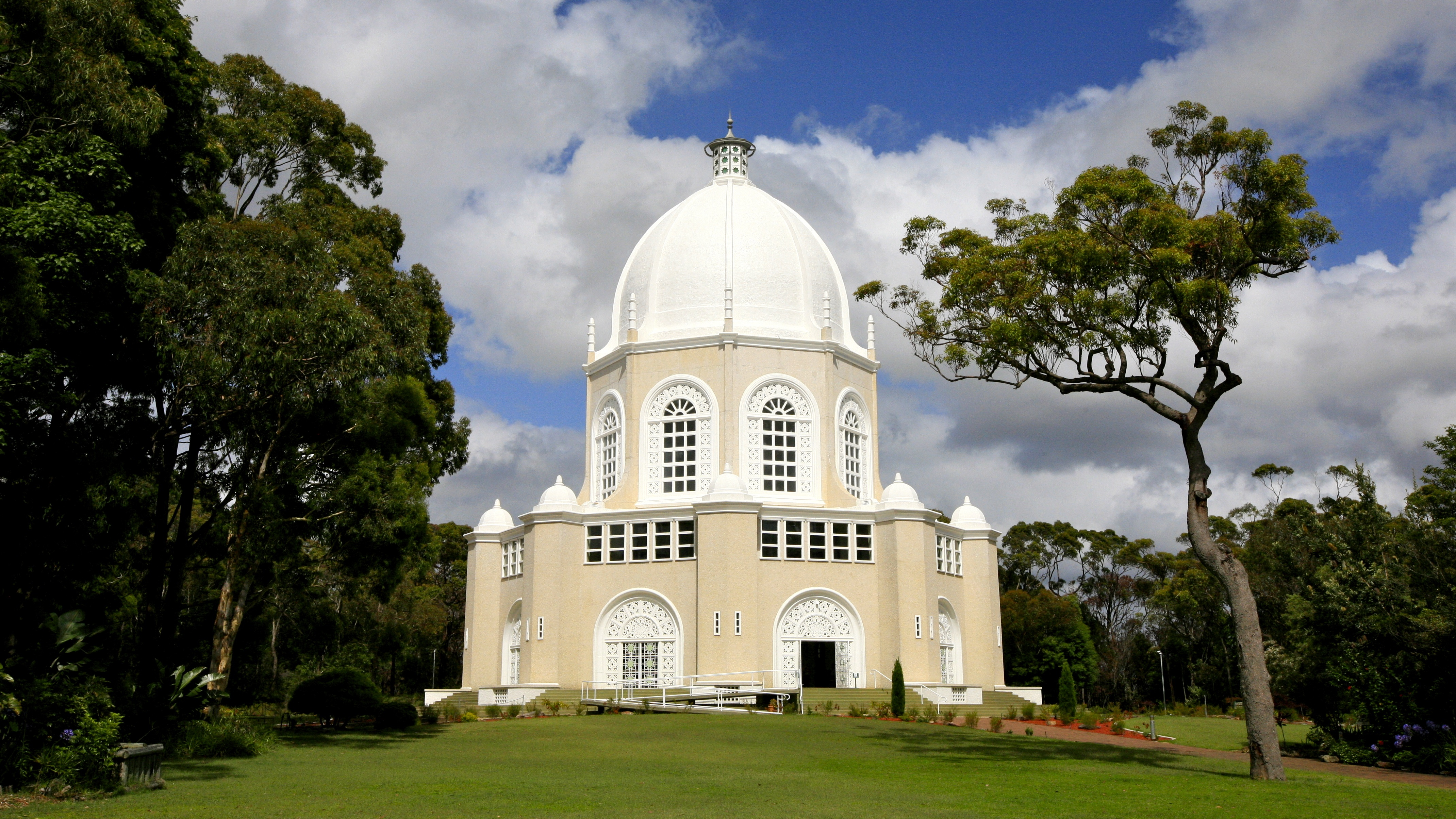
Tempio di Sydney

Il tempio di Sydney, Australia, fu inaugurato il 17 settembre 1961 dopo quattro anni di lavori per la sua costruzione.
Il progetto disegnato inizialmente da Mason Remey fu approvato nel 1957 e fu successivamente affidato all'architetto John Brogan perché lo sviluppasse ulteriormente.
L'edificio, alto 38 metri con un diametro alla base di 20 metri, si erge con la sua cupola sul panorama di Sydney di cui è un punto di riferimento architettonico ed è visibile dalle spiagge settentrionali della città.
I giardini che lo circondano sono piantumati con essenze locali e con tre specie di eucaliptus oltre che abbelliti da una grande varietà di fiori.
Il complesso è inserito in un'area boscosa nelle vicinanze dell'Oceano Pacifico.
Nel 2005-2006 il tempio è stato minacciato dagli incendi che avevano imperversato sulla boscaglia circostante senza, tuttavia, rimanerne finora colpito.

### Tempio baha'i a Francoforte (Germania)

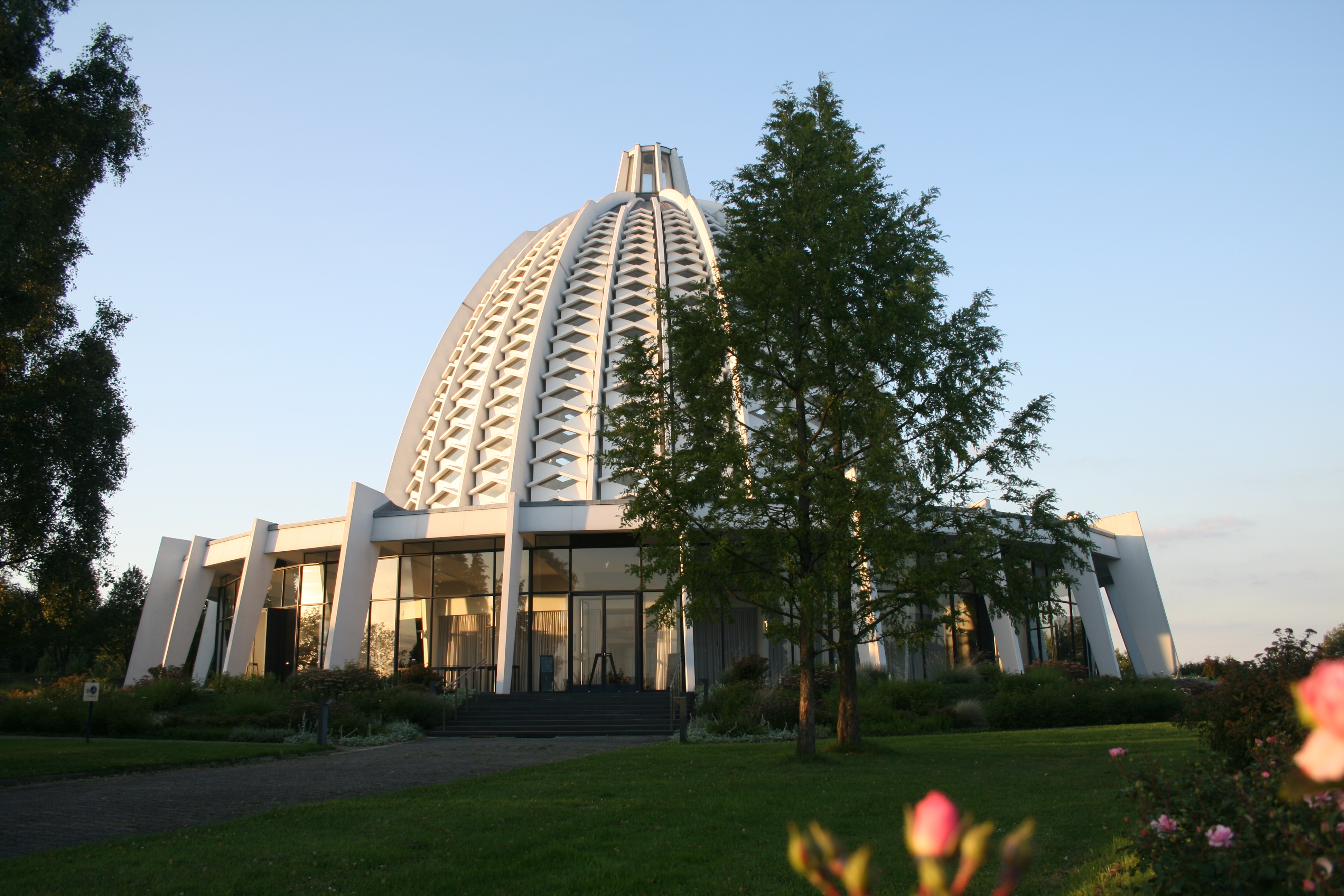
Tempio di Francoforte

Il tempio di Francoforte si trova ai piedi dei monti Taunus nel territorio di Langenhain, un quartiere di Hofheim am Taunus nel circondario di Francoforte in Assia, Germania.
Il progetto di questo tempio bahá’í, che è il tempio madre per l'Europa, è stato eseguito dall'Architetto Teuto Rocholl.
L'edificio, costruito in acciaio, alluminio e vetro, è stato completato nel 1964.
La cupola presenta 540 finestrelle a forma di diamante dalle quali passa la luce solare che illumina l'interno con un gioco di luci che varia con lo spostarsi del sole
L'acustica interna è influenzata positivamente dalla cupola e dalla risonanza dei davanzali delle finestrelle.
Tale sistema acustico viene ben sfruttato dai cori che si dispongono lungo la circonferenza interna del pianoterra e attorno all'auditorio posto al centro.

### Tempio baha'i a Panama (Panama)

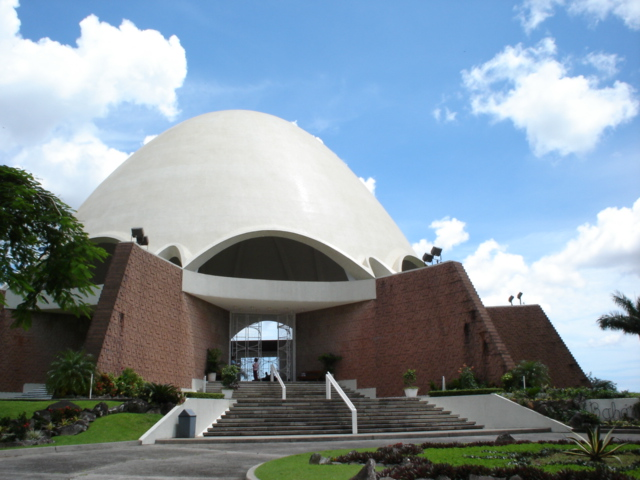
Tempio di Panama

Il tempio di Panama è stato disegnato dall'Architetto Peter Tillotson e completato nel 1972.
L'Arch. Tillotson, si è ispirato alle costruzioni dei nativi, ha usato la pietra locale sistemandola secondo il disegno tipico degli edifici indigeni.
La cupola è coperta da migliaia di piccole tegole ovali e l'ingresso del tempio è stato costruito secondo un disegno geometrico triangolare le cui linee si intersecano fra di loro.

### Tempio baha'i a Tiapapata (Samoa)
Il tempio di Tiapapata, che si trova a circa otto chilometri da Apia, Samoa, fu completato nel 1984 e svolge le funzioni di Tempio madre per le Isole del Pacifico.

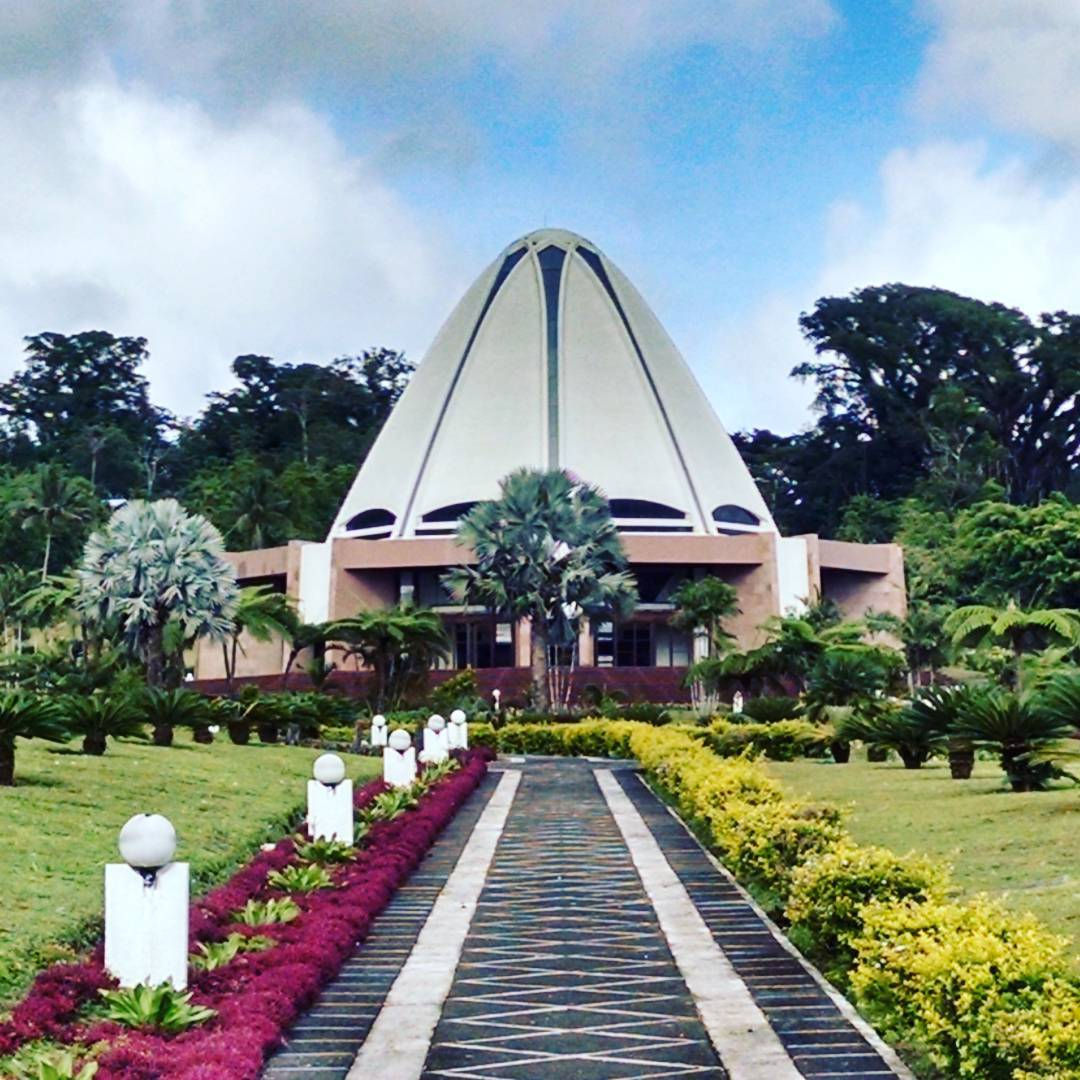
Tempio bahá'í Samoa

Il progetto del tempio è di Hossein Amanat, l'architetto iraniano-canadese bahá'í che ha disegnato fra l'altro la Casa Universale di Giustizia, il Centro per lo studio dei testi sacri bahai, il Centro Internazionale di Insegnamento: tre edifici dell'Arco Bahá'í ad Haifa.
il tempio fu inaugurato nel 1984 da Malietoa Tanumafili II, (1913-2007), re di Samoa e primo  monarca regnante  ad aver abbracciato la Fede bahá’í. 
Il tempio, che si eleva per 30 metri, è aperto, come tutti i templi bahá'í, a persone di ogni fede per momenti di meditazione, preghiera o attività spiritiuali.  

### Tempio bahá'í a forma di fior di loto - Nuova Delhi (India)

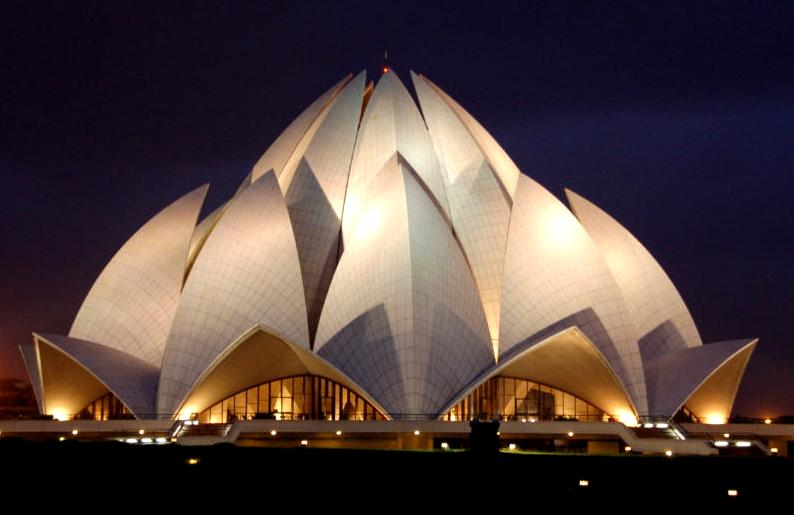
Il Tempio baha'i a forma di fior di loto fotografato di notte. Nuova Delhi - India

Il Tempio del loto è il tempio madre del subcontinente indiano, costruito nel villaggio di Bahapur nel territorio di Delhi, India. Rúhíyyih Khánum pose la prima pietra il 17 ottobre 1977.   L'edificio, dall'originale struttura è stato progettato da Fariborz Sahba, l'architetto Iraniano-Canadese che, fra l'altro, ha disegnato le terrazze bahá'í circostanti il Mausoleo del Báb. L'Architetto, dopo aver ricevuto l'incarico della progettazione, ha dedicato una considerevole quantità di tempo alla visita di alcuni templi in India ed allo studio dell'arte e dell'architettura tradizionale di questo paese al fine di poter comprendere appieno lo spirito degli abitanti del territorio nel quale si apprestava ad operare. Influenzato da questa indagine diretta ed approfondita, egli è giunto ad identificare i concetti di purezza, di semplicità e di freschezza, insiti nella Fede Bahá'í, con la forma del fiore di loto, spesso ricorrente nella cultura artistica orientale, associato alla dea indù Lakshmi; come conseguenza il suo progetto rappresenta proprio un fiore di loto, sbocciato a metà, galleggiante sull'acqua e circondato dalle sue foglie. Il tempio, completato nel 1986, è formato da 27 petali marmorei alcuni alti oltre 30 mt. che si schiudono, raggruppati in tre gruppi, ognuno con uno scopo preciso: i nove petali  d'ingresso accolgono i visitatori, i petali  esterni formano un tetto per spazi secondari e i petali interni culminano in una sala centrale  che ha un'area sufficiente a ospitare oltre 2.500 persone. Ciascuno dei petali che compongono le pareti della struttura è realizzato in cemento colato su forme di acciaio (le pareti esterne sono ricoperte di marmo).  Il tempio, alto oltre 40 metri brilla per il marmo bianco da cui è ricoperto, e sembra galleggiare sui nove laghetti che lo circondano, con un effetto scenografico di grande suggestione. Dalla sua inaugurazione il tempio è stato visitato da decine di milioni di persone che l'hanno reso una delle opere architettoniche moderne più visitate al mondo, superando la Torre Eiffel e il Taj Mahal. Nel 2017 è stato istituito accanto al tempio un centro educativo. Il tempio utilizza pannelli solari per produrre 120 kw dei 500 kw di elettricità utilizzata.

### Tempio baha'i a Santiago (Cile)

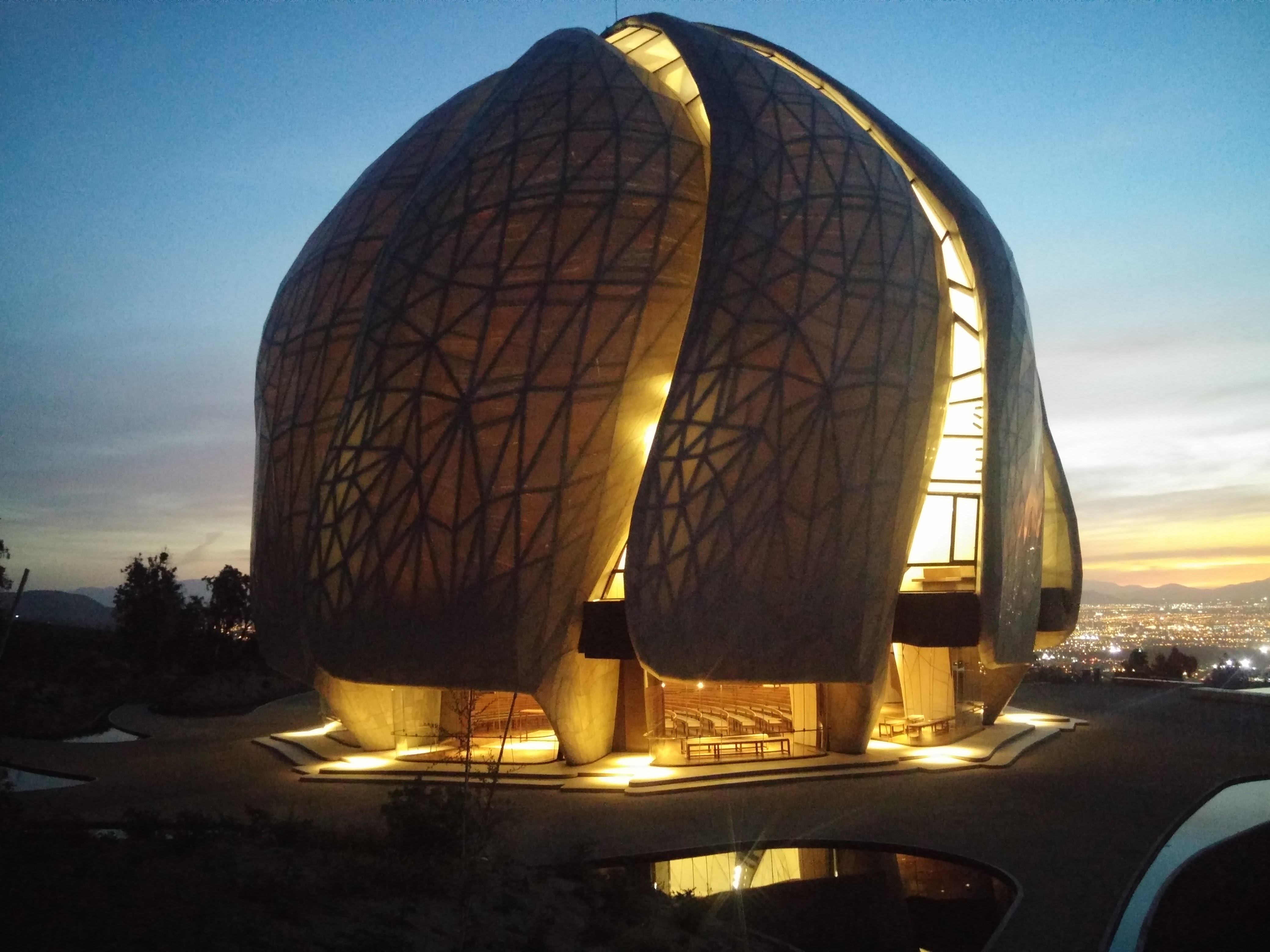
Tempio di Santiago, Cile

Nel 2002 l'Assemblea spirituale nazionale cilena e la Casa Universale di Giustizia hanno lanciato una gara internazionale per la progettazione del tempio madre
del Sud America da costruirsi nei dintorni di Santiago.
Il progetto vincitore è risultato quello disegnato dall'Architetto Siamak Hariri di Toronto, Canada, con una struttura architettonica leggerissima dove l'elemento più caratteristico è la luce, sia riflessa sia permeante la struttura stessa.
L'edificio è stato completato ad Ottobre 2016, ed aperto al pubblico il 19 dello stesso mese.
Le pareti sono formate da una sorta di vele traslucide che si avvolgono riunendosi verso l'apice, creando così un'immagine che si avvicina al bocciolo di una rosa bianca chiuso o a una nuvola.
Le vele sono costituite da pannelli di alabastro e vetro che, pur delimitando l'area, consentono ai visitatori la sensazione di uno spazio aperto.
La struttura interna, in lattice e acciaio, culmina nella cupola la cui leggerezza e trasparenza trasmette l'idea di una nuvola flottante.

### Un obelisco è eretto sul posto destinato al futuro Tempio baha'i ad Haifa (Israele)

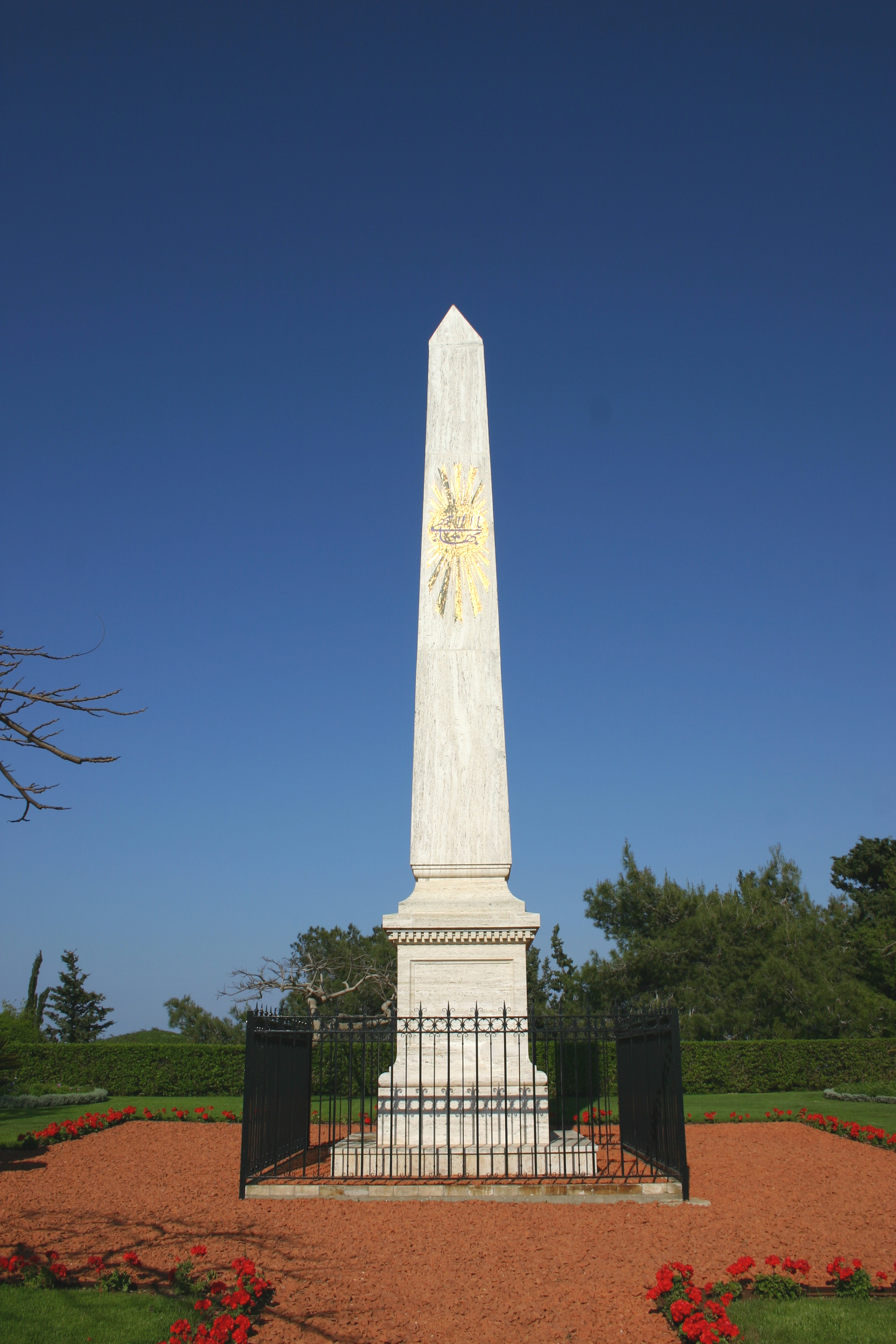
Obelisco indicante il sito del futuro tempio di Haifa, Israele

La Casa Universale di Giustizia ha avvalorato il sito, già acquisito a suo tempo da Shoghi Effendi, dove verrà costruito il futuro tempio bahá’í d'Israele nell'ambito del Centro Mondiale Bahai, sul Monte Carmelo a Haifa.
Si tratta di un posto simbolico dal grande valore spirituale per i Bahá’í, è, infatti, il luogo in cui Bahá'u'lláh recitò la Lawḥ-i-Karmil (in persiano ﻟﻮﺡ ﻛﺮﻣﻞ), o "Tavola del Carmelo".
L'intera area di quella parte d'Israele è particolarmente importante e sacra per i Bahai perché in essa si trovano tutti gli edifici dell'Arco bahá’í e alcuni di massima e suprema valenza religiosa come il mausoleo del Báb e quello di Bahá'u'lláh.
Il progetto del Tempio predisposto da Charles Mason Remey fu approvato da Shoghi Effendi.
Nel dicembre del 1971 la Casa Universale di Giustizia ha finalmente seppur simbolicamente fatto erigere sul luogo un obelisco, in quanto esso era già coricato sul posto dal 1954/55 ma allora non fu possibile innalzarlo, in quanto prima esisteva un divieto del governo israeliano di erigere, per motivi di sicurezza, l'edificazione di strutture troppo visibili, ciò in un tempo in cui le relazioni con i Paesi vicini erano molto molto tese.